# Крекінг-установки у Кавасакі
Крекінг-установки у Кавасакі — нафтохімічні виробництва в порту Кавасакі, розташованому на узбережжі Токійської затоки трохи південніше від столиці країни.
Станом на середину 2010-х у Кавасакі діяло одразу два піролізні виробництва. Одне належало концерну Nippon та мало потужність у 404 тисячі тонн етилену і 260 тисяч тонн пропілену на рік, тоді як друге відносилось до компанії Tonen і могло продукувати 515 тисяч тонн етилену і 300 тисяч тонн пропілену. З 2017-го внаслідок об'єднання JXTG Holdings з Tonen General вони стали належати одному й тому ж власнику — компанії JXTG Nippon Oil & Energy.
Отриманий на установках парового крекінгу етилен призначався для живлення цілого ряду похідних виробництв, як то:
- ліній поліетилену низької щільності (90 тисяч тонн), лінійного поліетилену низької щільності (60 тисяч тонн) та поліетилену високої щільності (170 тисяч тонн) компанії Japan Polychem (створена в 1996-му Tonen і Mitsubishi та повністю викуплена у 2003-му останнім із названих партнерів);
- ліній поліетилену низької щільності (180 тисяч тонн) та лінійного поліетилену низької щільності (290 тисяч тонн) компанії Nippon Unicar;
- заводу оксиду етилену компанії Nippon Shokubai (324 тисячі тонн);
- заводу мономеру стирену компанії Nippon Steel Chemical (422 тисячі тонн).
Пропілен могли споживати такі виробництва, як
- лінія поліпропілену потужністю 89 тисяч тонн, що належить Japan Polychem;
- дві лінії поліпропілену загальною потужністю 134 тисячі тонн компанії Sun Allomer (спільне підприємство LyondellBasell, Showa Denko і Nippon);
- завод акрилонітрилу компанії Showa Denko, здатний продукувати 60 тисяч тонн на рік;
- завод акрилонітрилу концерну Asahi Kasei потужністю 150 тисяч тонн (закритий у 2014-му).
Як сировину обидві установки використовують газовий бензин, при цьому в кінці 2010-х до піролізу стали залучати певні об'єми зрідженого нафтового газу.
Можливо також відзначити, що обидва розташовані у Кавасакі виробництва були задіяні в продукуванні ще одного ненасиченого вуглеводня — 1-бутену (використовується як кополімер). Станом на середину 1980-х Tonen вилучала 10 тисяч тонн, а Nippon 5 тисяч тонн цього альфа-олефіну (втім, у 2010-му остання вже не рахувалась серед його виробників).